# Selîdove
Selîdove (în ucraineană Селидове) este un oraș din Ucraina. În secolul al XIX-lea, satul făcea parte din volostul Selîdove, uezdul Bahmut.